# Phalops beccarii
Phalops beccarii là một loài bọ cánh cứng trong họ Bọ hung (Scarabaeidae).